# رود تاچیرا
رودخانه تاچیرا (به انگلیسی: Táchira River) رودخانه‌ای است که در کلمبیا و ونزوئلا جریان دارد.